# پایگاه آب‌نشین الفین کووو
پایگاه آب‌نشین الفین کووو (به انگلیسی: Elfin Cove Seaplane Base) یک فرودگاه همگانی بهره‌برداری هوایی با کد یاتا ELV است که یک باند فرود آب دارد و طول باند آن ۳۰۴۸ متر است. این فرودگاه در شهر الفین کوو، آلاسکا کشور ایالات متحده آمریکا قرار دارد و در ارتفاع ۰ متری از سطح دریا واقع شده‌است.

## شرکت‌های هواپیمایی و مقصدهای پروازی
| شرکت‌های هواپیمایی       | مقصدهای پروازی |
| ----------------------- | -------------- |
| Alaska Seaplane Service | جونو           |

### Statistics
| Carrier         | Passengers (arriving and departing) |
| --------------- | ----------------------------------- |
| Alaska Seaplane | ۹۶۰(100.00%)                        |

| Rank | City         | Airport | Passengers |
| ---- | ------------ | ------- | ---------- |
| 1    | جونو، آلاسکا | جونو    | 500        |